# Alessandra Boarelli
Alessandra Boarelli (Torino, 1838 – Verzuolo, 1908) è stata un'alpinista italiana.

## Biografia
Figlia di Felice Re, si trasferì a Verzuolo (CN) dopo il matrimonio con Emilio-Giovanni Boarelli, uomo di nobile famiglia oltreché sindaco della cittadina cuneese. Ebbe con lui tre figli: Isabella, Luisa e Clemente-Maria (ultimogenito, nato nel 1870).
Appassionata di alpinismo, tentò una prima salita al Monviso nel 1863 anticipando di qualche giorno Quintino Sella, dovendo però rinunciare a causa del maltempo. Ritentò l'impresa l'anno successivo, ed il 16 agosto 1864 fu la prima donna a salire sulla vetta del Monviso. Insieme a lei, giunse in vetta anche un'altra donna, la damigella quattordicenne Cecilia Filia, figlia di un notaio di Casteldelfino. Facevano parte della spedizione anche il parroco di Casteldelfino, don Carlo Galliano, ed altri due alpinisti, i signori Mainardi e Richard.
L'impresa della Boarelli suscitò clamore in seno al mondo alpinistico italiano, venendo però minimizzata dagli organi ufficiali:
(La sentinella della Alpi)
Ad Alessandra Boarelli è dedicato il Bivacco Boarelli, alla base del versante Sud del Monviso, presso i Laghi delle Forciolline, sulla via di accesso al Monviso da Castello di Pontechianale.